# Únor 2007
1. února – čtvrtek
 Ruský prezident Vladimir Putin tvrdě kritizoval na výroční tiskové konferenci v Moskvě záměr USA vybudovat v Evropě protiraketovou základnu (Polsko) a výkonný protiraketový radar (Česko). Pohrozil přitom vývojem nových raketových útočných systémů, které uvedenou obranu mohou snadno překonat. 
 Největší solární elektrárna v republice a celé východní Evropě byla uvedena do provozu v Bušanovicích na Prachaticku. Panely elektrárny se rozkládají na ploše 6100 metrů čtverečních, výkon elektrárny je 600 megawatthodin. Výstavba elektrárny, kterou provozuje společnost Korowatt, vyšla na 85 milionů korun, přičemž více než 29 milionů poskytlo ministerstvo průmyslu. Návratnost investice je osm až devět let. Bušanovice leží na jednom z nejsušších míst v republice, navíc je zde nejvyšší intenzita slunečního svitu.
 Volební preference podle CVVM: ODS 37 %, ČSSD 24,5 %, KSČM 16 %, SZ 11,5 %, KDU-ČSL 8 %.
2. února – pátek
 Skončilo krátké příměří mezi příznivci palestinských politických hnutí Hamás a Fatah. Vzájemné střety znepřátelených táborů si v pásmu Gazy vyžádaly 22 mrtvých a přes 200 zraněných osob.
Závěrečná zpráva Mezinárodního panelu pro změnu klimatu (IPCC) oznamuje, že oteplování Země je s více než 90% pravděpodobností způsobeno lidskou činností. Zpráva uvádí, že průměrná teplota na Zemi se do konce 21. století zvýší o 1,1–6,4 °C a díky tomu hladina světových oceánů stoupne o 28 až 43 centimetry. Vědci také doporučují návrat k diskuzi o využití jaderné energie.
3. února – sobota
 Nákladní auto s přibližně tunou trhavin odpálil sebevražedný atentátník na tržišti v centru Bagdádu. Zemřelo nejméně 135 osob, dalších 300 lidí bylo zraněno. Předpokládá se, že za útokem stojí příznivci popraveného iráckého vůdce Saddáma Husajna.
4. února – neděle
 Záplavy mimořádně velkého rozsahu jsou hlášeny z okolí hlavního města Indonésie, Jakarty. Po třídenním nepřetržitém dešti muselo být evakuováno přes 200 000 obyvatel, je hlášeno 22 obětí na životech. Navíc meteorologové předpokládají pokračování dešťových srážek a hrozí i vysoký nátok vody z přilehlých horských oblastí.
5. února – pondělí
 Ukrajina se přidala k ruské tvrdé kritice plánované výstavby amerického protiraketového obranného systému v Polsku a ČR. První náměstek ukrajinského premiéra Mykola Azarov prohlásil, že plán představuje jednak bezpečnostní hrozbu pro Ukrajinu a zároveň bude překážkou při jednání o možném vstupu Ukrajiny do NATO.
6. února – úterý
 Pokračující deště a následné záplavy v Indonésii mají již na svědomí 56 obětí na lidských životech. Nejhorší situace je v hlavním městě Jakartě, které je zaplaveno ze tří čtvrtin a kde již téměř půl milionů lidí opustilo své domovy a jsou ubytováni v provizorních přístřešcích.
7. února – středa
 Ruský ministr obrany Sergej Ivanov oznámil, že ruská armáda výrazně urychlí modernizaci svých strategických mezikontinentálních raket. V blízké budoucnosti by mělo být zařazeno do výzbroje 17 balistických střel Topol-M, do roku 2015 pak Moskva plánuje rozmístění 34 těchto střel v silech a dalších 50 raket na mobilních odpalovacích zařízeních. Je zřejmé, že Ivanovovo vystoupení je reakcí na plán umístění americké raketové základy s antiraketami a radarem na území Polska a České republiky.
9. února – pátek
 Venezuelská vláda podepsala dohodu o koupi kontrolního podílu v největší soukromé elektrárenské společnosti Electricidad de Caracas od americké společnosti AES. Je to součástí programu znárodňování klíčových průmyslových podniků v zemi, které vyhlásil ve svém politickém programu nedávno zvolený prezident Hugo Chávez.
11. února – neděle
 V portugalském referendu o legalizaci potratů se 59,25 % hlasujících vyjádřilo pro jejich legalizaci. Výsledek ale není platný, protože hlasování se zúčastnilo pouze 43,61 % oprávněných voličů (je třeba 50 %). Socialistický premiér José Socrates prohlásil, že prosadí legalizaci v parlamentu i přesto. Tento postup ostře odsoudila Římskokatolická církev; portugalský arcibiskup Jorge Ortiga ve svém prohlášení výsledky referenda odmítl s tím, že o věcech jako je potrat nelze hlasovat a celou situaci komentoval slovy, že zlo se nemůže hlasem většiny změnit v dobro.
 Velká policejní razie proběhla na tržišti ve Strážném na Prachaticku. Bylo zadrženo 6 vietnamských obchodníků a zabaveno zboží za více než 30 milionů korun, především padělků textilních výrobků známých světových firem a pirátských kopií filmových a hudebních nahrávek.
12. února – pondělí
 Bagdád zažil další krvavý den, když během několika pumových útoků zahynulo nejméně 80 lidí a přes 160 osob bylo zraněno. Útoky jsou přičítány sunnitským teroristům, protože hlavní výbuch se odehrál přesně po ukončení pietní přestávky, která měla připomenout první výročí bombového útoku na význačnou šíitskou svatyni Zlatá mešita ve městě Sámarra.
13. února – úterý
 Irácká armáda oficiálně oznámila chystanou velkou bezpečnostní akci, která bude probíhat nejen přímo v Bagdádu, kde bude prodloužen zákaz nočního vycházení, ale na 72 hodin se uzavřou i hranice Iráku s Íránem a Sýrií. Uvedené státy jsou obviňovány, že dodávají zbraně teroristickým skupinám v zemi a že z jejich území do Iráku pronikají i fundamentalističtí bojovníci napojení na organizaci Al-Káida.
 Rozhovory o severokorejském jaderném programu, které se za účasti 6 států odehrávají v Číně zaznamenaly významný úspěch a dohoda o budoucím korejském jaderném odzbrojení je na dosah. Podle ní bude uzavřen jaderný reaktor v Jongbjonu a bude umožněna kontrola tohoto objektu. Na oplátku dostane KLDR 50 000 tun těžkého topného oleje či hospodářskou pomoc v odpovídající hodnotě.
16. února – pátek
 Nejvyšší soud České republiky na základě dovolání podaného v srpnu roku 2006 zrušil rozsudek Obvodního soudu pro Prahu 1 o navrácení katedrály svatého Víta církvi. Katedrála byla v majetku církve pouze krátce, od počátku září 2006.
 Bývalý vůdce bosenskosrbských paramilitantních jednotek z dob války v Jugoslávii Gojko Janković byl 16. února bosenským soudem odsouzen za spáchání válečných zločinů. Byl mu vyměřen trest ve výši 34 let odnětí svobody. Jedná se o nejvyšší trest, který zatím bosenské soudy za válečné zločiny udělily.
 Japonská velrybářská loď Nisšin Maru hoří již třetí den u pobřeží Antarktidy. Jeden člen posádky je nezvěstný, a přestože požár je již prakticky uhašen, hrozí ekologická katastrofa značného rozsahu, pokud by do moře uniklo přibližně 1000 tun paliva, které má loď na palubě.
17. února – sobota
 Ve Francii zemřel Maurice Papon (* 3. září 1910), francouzský politik a nacistický kolaborant.
 Pokračuje politická krize mezi Palestinou a Izraelem. Izraelská ministryně zahraničí Livniová oficiálně prohlásila, že dohody mezi hnutími Fatah a Hamás uzavřené v Mekce jsou pro Izrael nepřijatelné, protože neobsahují jasný závazek nové vlády uznat Izrael a vzdát se násilí.
18. února – neděle
 Ukončení plánované bezpečnostní akce v Iráku nepřineslo slibovaný klid zbraní. Již těsně po jejím ukončení byly v Bagdádu spáchány 3 sebevražedné pumové atentáty, které si vyžádaly přes 60 mrtvých v řadách civilistů. Nepomohla ani sobotní neohlášená návštěva země americkou ministryní zahraničí Condoleezzou Riceovou, která vyzvala Iráčany, aby tento oddechový čas využili ke smíření a vzájemným dohodám.
19. února – pondělí
 Rusko stále velmi hlasitě protestuje proti stavbě amerického protiraketového radaru na území ČR. Velitel ruských raketových vojsk Nikolaj Solovcov prohlásil, že v případě vybudování radaru bude v případě konfliktu české území jedním z prvních cílů ruských raket středního a krátkého doletu, jejichž výrobu by Rusko přes dříve uzavřené dohody obnovilo.
 Teroristický bombový útok na mezinárodní rychlík z Indie do Pákistánu má na svědomí nejméně 66 lidských obětí. Představitelé indické vlády obvinili z útoku muslimské radikály z Pákistánu, kteří chtějí zabránit zítřejším mírovým jednáním mezi vládami obou sousedních států.
 Výskyt ptačí chřipky způsobené nebezpečným virem H5N1 byl současně zaznamenán u drůbeže na 5 různých místech v okolí Moskvy. Všechna drůbež z nakažených malých chovů byla vybita a veterináři začali s očkováním slepic ve velkochovech.
Na celosvětovém anglikánském sumitu v Tanzanii vznesli anglikánští lídři požadavek, aby episkopální církev okamžitě přestala s žehnáním homosexuálních párů a svěcení dalších homosexuálních biskupů a vyjasnila svůj postoj k této otázce, jinak riskuje poškození vztahů s ostatními anglikánskými církvemi. Episkopální církev čelí vážným potížím již od roku 2003, kdy vysvětila homosexuálně orientovaného a žijícího biskupa Gena Robinsona, krize se ještě prohloubila v roce 2006, když do svého čela zvolila homosexuální páry podporující biskupku Schori. Od té doby 46 konzervativních farností opustilo episkopální církev a 6 diecézí odmítlo uznat biskupku Schori za představenou své církve.
20. února – úterý
 Vyšetřování možných korupčních intervencí při nabídce švédských stíhacích letounů JAS-39 Gripen pro armádu České republiky, které bylo zahájeno již v roce 2001 bylo nyní opět medializováno v britském tisku. Podle něj společnosti Saab a Bae Systems při získávání kontraktu na nákup a posléze pronájem letadel používaly v mnoha případech uplácení a další korupční prostředky, aby si zajistily první pozici ve vypsaném tendru.
 Izraelské bezpečnostní složky dnes díky informacím, které obdržela Šin Bet, zabránily sebevražednému atentátu. Sebevražedný atentátník, hlásící se ke skupině Islámský džihád, byl včas vypátrán a výbušniny, které měl u sebe, zneškodněny.
21. února – středa
 Indie a Pákistán podepsaly dohodu, která by měla omezit nebezpečí vypuknutí vzájemného jaderného konfliktu. Obě země vlastní jaderné zbraně od 90. let minulého století a v posledních 60 letech vedly mezi sebou 3 války. Dohoda byla podepsána v Dillí ministry zahraničí obou zemí.
22. února – čtvrtek
 Podle prohlášení Mezinárodní agentury pro atomovou energii (MAAE) Írán nejenže nezastavil obohacování uranu podle rozhodnutí Rady bezpečnosti OSN, ale dokonce svá jaderná zařízení nadále rozšiřuje. Začíná se proto mluvit o nové rezoluci, která by na Írán uvalila přísnější sankce, jež by jej donutily upustit od jaderného programu.
23. února – pátek
 Rozhodnutím amerického federálního soudu je společnost Microsoft povinna zaplatit pokutu 1,52 miliardy dolarů (asi 32,7 miliardy Kč) za porušení patentového práva k hudebním souborům společnosti Alcatel-Lucent. Cena akcií Microsoftu na burze ihned poté zaznamenala výrazný pokles.
24. února – sobota
 Britská vláda oficiálně potvrdila, že jedná s USA o možnosti zapojit se do programu obranného protiraketového systému, jehož dvě základny jsou vybudovány v USA a třetí má vzniknout v ČR a Polsku. Další možností je, že USA vybudují třetí protiraketovou základnu právě ve Velké Británii.
25. února – neděle
 Po těžké nemoci zemřel dnes odpoledne bývalý herec Vinohradského divadla Jan Teplý (* 30. července 1931).
 Slovensko stáhlo svoji ženijní jednotku z Iráku, kde v současnosti zůstává pouze 11 důstojníků poskytujících výcvik íránským ženistům. Pokyn ke stažení ženijní jednotky vydal premiér Robert Fico s tím, že Slovensko bude napříště podporovat pouze mise, které mají plný mandát OSN.
26. února – pondělí
 Pumový atentát na iráckém ministerstvu veřejných prací má za následek 10 obětí na životech a 25 zraněných. Lehce zraněn byl i viceprezident Adil Abdal Mahdí i ministr veřejných prací Riad Graib.
 Mimořádná vojenská operace izraelské armády v palestinském Nábulusu proběhla za podpory 80 vojenských vozidel. Operace, jejímž cílem je zlikvidovat laboratoře na výrobu výbušnin si doposud vyžádala život jednoho Palestince, který byl zabit střelbou izraelských vojáků na podezřelé osoby na střechách budov.
 Stávka leteckých dispečerů na Slovensku pokračuje již pátým dnem. Stávkující požadují zvýšení svých mezd, přestože mzda instruktora letové provozní služby se dnes pohybuje na hladině 250 tisíc SK měsíčně, tedy více, než u premiéra státu.
27. února – úterý
 Švédská televize odvysílala již druhý díl dokumentárního pořadu o údajné úplatkářské aféře spojené s prodejem stíhaček JAS-39 Gripen. V tomto dílu se k problému vyjadřuje i bývalý ministr zahraničí ČR Jan Kavan, který uvedl, že podle jeho vědomostí byly vlivným českým politikům nabízeny značné sumy za podporu nákupu švédských letadel a nevyloučil ani možnost, že někteří politici tyto úplatky skutečně převzali.
 Při své návštěvě České republiky se rakouský kancléř Alfred Gusenbauer dohodl s premiérem Mirkem Topolánkem na vytvoření společné parlamentní komise, která by se měla zabývat provozem a bezpečností jaderné elektrárny Temelín. Rakouští protiatomoví aktivisté však požadují, aby na ČR byla podána mezinárodní žaloba a ohlásili brzké blokády hraničních přechodů.
 Na Výstavišti Praha proběhla protestní demonstrace několika stovek policistů a hasičů proti novému zákonu o služebním poměru, který jim v některých případech snižuje plat a nutí je odpracovat zdarma 150 přesčasových hodin ročně, než získají nárok na výplatu odměn za přesčasovou práci.
28. února – středa
 Největší evropský výrobce letadel, firma Airbus oznámila, že během následujících čtyř let propustí ve svých závodech celkem 10 000 pracovníků. Důvodem úsporných opatření jsou ekonomické problémy, do kterých se společnost dostala především díky výraznému zpoždění ohlášené výroby obřího dopravního letadla Airbus A380.